# Jules-Antoine Droz
Pour les articles homonymes, voir Droz.
Jules-Antoine Droz, né le 12 mars 1804 à Paris où il est mort le 26 janvier 1872, est un peintre et sculpteur français.
Il est le père du peintre et romancier Gustave Droz.

## Biographie

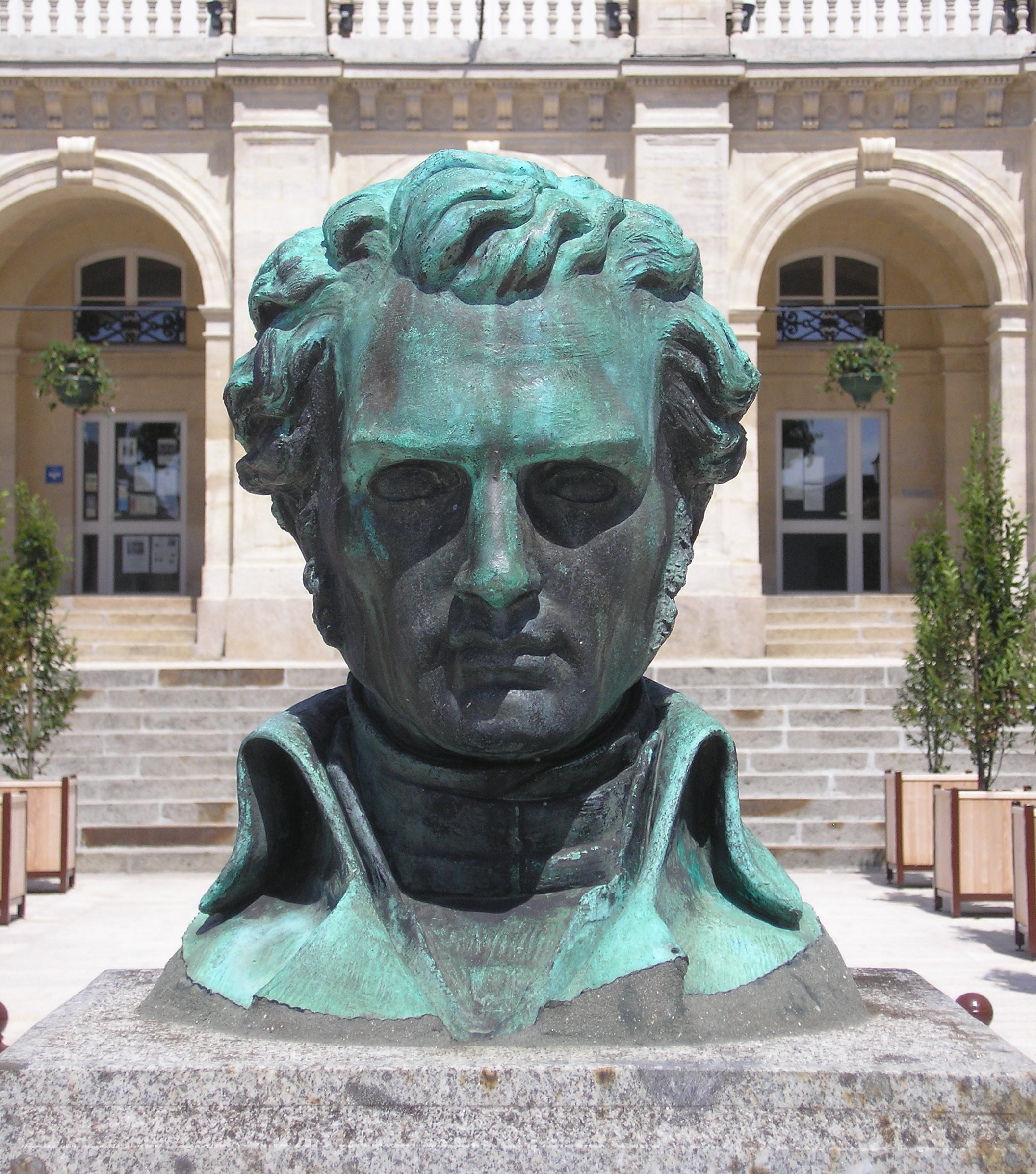
Détail du Monument à Nicolas-Jacques Conté, à Sées.

Fils unique du médailleur Jean-Pierre Droz et de Louise Meusnier, élève de son père ainsi que de Pierre Cartellier, Jules-Antoine Droz exécute un assez grand nombre de tableaux, parmi lesquels Le Génie du Mal, L’Ange du Martyre, et des statues comme L’Hiver et L’Été ainsi que plusieurs bustes de personnalités.
Il est inhumé, avec son fils, à Paris au cimetière du Père-Lachaise (27e division).

## Œuvres
- Le Génie du Mal, 1838, château de Compiègne.
- Le Lierre, 1842[réf. nécessaire].
- La Gravure[réf. nécessaire].